# Kuczki-Kolonia

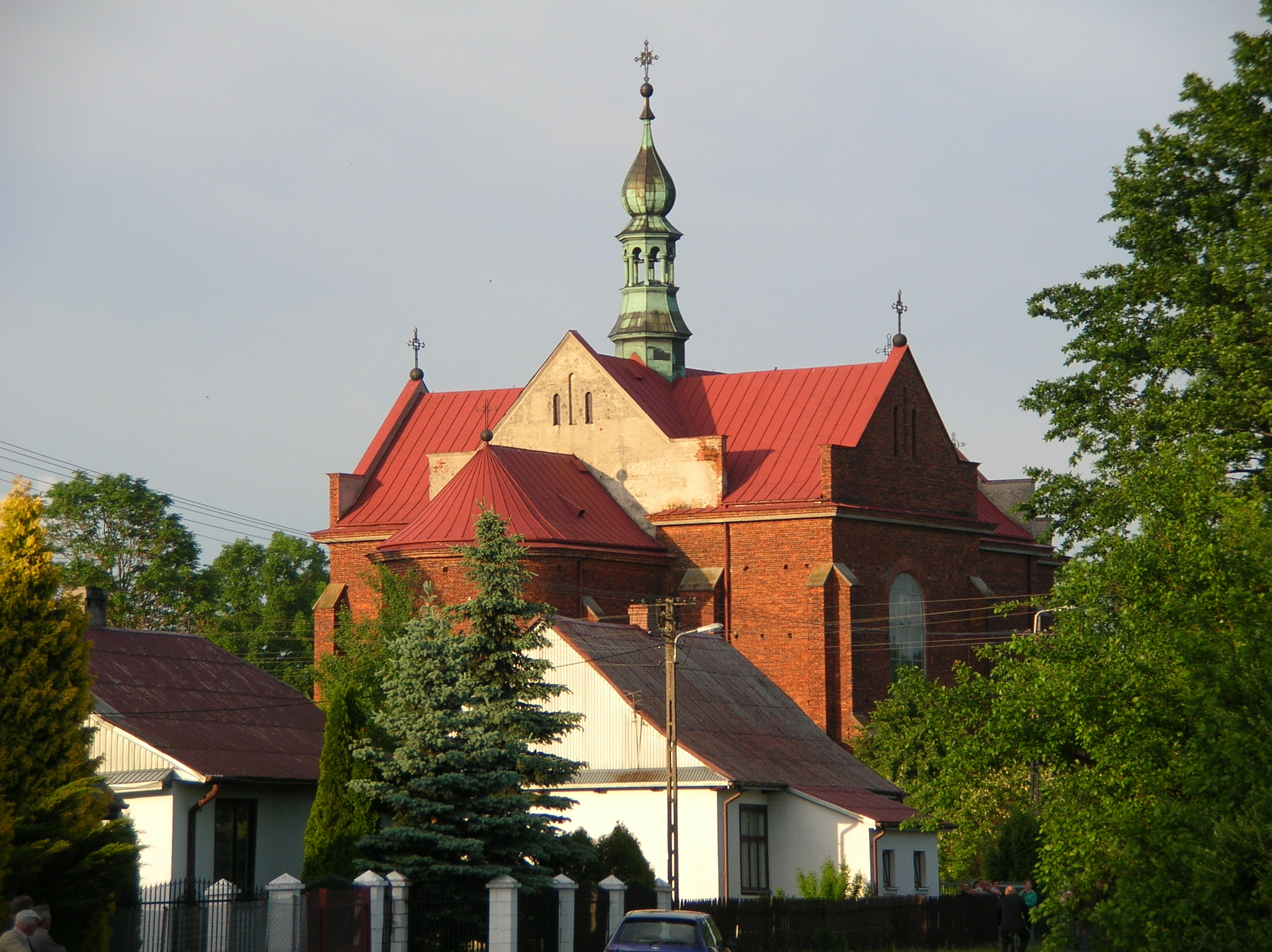
Kościół parafialny w Kuczkach

Kuczki-Kolonia – wieś w Polsce położona w województwie mazowieckim, w powiecie radomskim, w gminie Gózd. Ma status sołectwa.
| SIMC    | Nazwa           | Rodzaj    |
| ------- | --------------- | --------- |
| 0621245 | Kuczki-Pólko    | część wsi |
| 0621251 | Kuczki-Zaszosie | część wsi |

Znajduje się tam Szkoła Publiczna im. Jana Pawła II.
W latach 1975–1998 miejscowość administracyjnie należała do województwa radomskiego.
Wieś jest siedzibą rzymskokatolickiej parafii św. Józefa Oblubieńca Najświętszej Maryi Panny.